# Chilochroma
Chilochroma é um gênero de mariposa pertencente à família Crambidae.